# 哈頓瓦利鎮區 (密蘇里州豪厄爾縣)
哈頓瓦利鎮區（英語：Hutton Valley Township）是位於美國密蘇里州豪厄爾縣的一個行政鎮區。

## 地方資料
哈頓瓦利鎮區的面積為142.69平方千米，當中陸地面積為142.62平方千米，而水域面積為0.07平方千米。根據2020年美國人口普查的數據，當地共有人口1227人，而人口密度為每平方千米8.6人。